# PGK2
PGK2 (англ. Phosphoglycerate kinase 2) – білок, який кодується однойменним геном, розташованим у людей на 6-й хромосомі. Довжина поліпептидного ланцюга білка становить 417 амінокислот, а молекулярна маса — 44 796.
| 10         |  | 20         |  | 30         |  | 40         |  | 50         |
| ---------- |  | ---------- |  | ---------- |  | ---------- |  | ---------- |
| MSLSKKLTLD |  | KLDVRGKRVI |  | MRVDFNVPMK |  | KNQITNNQRI |  | KASIPSIKYC |
| LDNGAKAVVL |  | MSHLGRPDGV |  | PMPDKYSLAP |  | VAVELKSLLG |  | KDVLFLKDCV |
| GAEVEKACAN |  | PAPGSVILLE |  | NLRFHVEEEG |  | KGQDPSGKKI |  | KAEPDKIEAF |
| RASLSKLGDV |  | YVNDAFGTAH |  | RAHSSMVGVN |  | LPHKASGFLM |  | KKELDYFAKA |
| LENPVRPFLA |  | ILGGAKVADK |  | IQLIKNMLDK |  | VNEMIIGGGM |  | AYTFLKVLNN |
| MEIGASLFDE |  | EGAKIVKDIM |  | AKAQKNGVRI |  | TFPVDFVTGD |  | KFDENAQVGK |
| ATVASGISPG |  | WMGLDCGPES |  | NKNHAQVVAQ |  | ARLIVWNGPL |  | GVFEWDAFAK |
| GTKALMDEIV |  | KATSKGCITV |  | IGGGDTATCC |  | AKWNTEDKVS |  | HVSTGGGASL |
| ELLEGKILPG |  | VEALSNM    |  |            |  |            |  |            |

A: Аланін

C: Цистеїн

D: Аспарагінова кислота

E: Глутамінова кислота

F: Фенілаланін

G: Гліцин

H: Гістидин

I: Ізолейцин

K: Лізин

L: Лейцин

M: Метіонін

N: Аспарагін

P: Пролін

Q: Глутамін

R: Аргінін

S: Серин

T: Треонін

V: Валін

W: Триптофан

Кодований геном білок за функціями належить до трансфераз, кіназ, фосфопротеїнів. 
Задіяний у таких біологічних процесах, як гліколіз, ацетилювання. 
Білок має сайт для зв'язування з АТФ, нуклеотидами. 
Локалізований у цитоплазмі.